# Tone bending
Tone bending (afbuigen) is een speeltechniek voor mondharmonica die vooral gebruikt wordt voor het spelen van blues.
Om de toon af te buigen op de mondharmonica wordt de tong, tijdens het blazen of halen (zuigen) door een van de openingen van de harmonica, naar achteren in de mond bewogen. Hierdoor is het mogelijk de toon een halve of hele toon lager te laten klinken.
Deze techniek werkt doordat de mond tijdens het harmonicaspelen fungeert als klankkast. Door de tong naar achter te bewegen verandert de vorm van de klankkast met als resultaat dat de toon uit de harmonica ook verandert.